# Víctor Camarasa
Víctor Camarasa Ferrando, född 28 maj 1994, är en spansk fotbollsspelare som spelar för Real Oviedo.

## Karriär
Den 9 augusti 2018 lånades Camarasa ut till Cardiff City på ett låneavtal över säsongen 2018/2019. Den 7 augusti 2019 lånades Camarasa ut till Crystal Palace på ett låneavtal över säsongen 2019/2020. Den 13 januari 2020 lånades Camarasa istället ut till Alavés på ett låneavtal över resten av säsongen 2019/2020.
Den 1 februari 2023 skrev Camarasa på för Real Oviedo.